# José Bohr
Yopes Böhr Elzer conegut com a José Bohr (Bonn, 3 de setembre de 1901-Oslo, 29 de maig de 1994) va ser un director de cinema, compositor musical, actor, productor, guionista i director de fotografia xilè nascut a Alemanya, que va exercir la seva labor a l'Argentina, Xile, Estats Units i Mèxic.

## Vida primerenca
Va néixer a Bonn, Alemanya, va ser el quart fill del veterinari Daniel Böhr i Henriette (nascuda Elzer). Al poc temps de nascut Yopez (que després va castellanitzar a José), el seu pare va viatjar al costat de la seva família per a fer-se càrrec de les cavalleries del sultà de Turquia Abdul Hamid II, però un atemptat fallit contra el sultà el 1905 per part de la Federació Revolucionària Armènia i un fort sentiment antialemany imperant, van fer que Daniel i la seva família es traslladessin a Marsella (França), i d'aquí embarcar-se en el transatlàntic Espagne rumb a Buenos Aires. Daniel al costat d'Hans, el major dels fills homes va treballar en una cerveseria i Henriette es va anar amb els dos fills més petits (Lucia i José) a treballar per a una família alemanya a la Regió pampeana mentre la filla gran, María, treballava d'institutriu amb una altra família alemanya en la capital federal. Daniel va gastar els seus últims estalvis a comprar terres que li van oferir a Chiloé al sud de Xile i en el cru hivern de 1906 la família va creuar la Serralada dels Andes rumb a Xile muntats en mules. A la ciutat de Los Andes (Xile) van prendre un tren rumb a Santiago de Xile, però en arribar a la capital xilena es van assabentar que tot el seu equipatge havia estat embarcat cap al port de Valparaíso. Daniel va deixar a la seva família a Santiago i va partir al port, on va ser sorprès per un gran terratrèmol i un incendi ens els enderrocs es van perdre totes les seves pertinences.
En arribar a Chiloé i descobrir que les terres que havia adquirit eren pantanoses, entre la pluja i el fang decideix partir a l'Estret de Magallanes a la recerca d'or atret per la Febre de l'or a Terra del Foc. Finalment, en lloc de buscar or, s'instal·la amb un bar a Porvenir, llavors un petit poble al costat de l'Estret de Magallanes, per atendre els cercadors d'or. Al poc temps la família s'estableix a Punta Arenas on instal·len un Hotel amb restaurant, l'Hotel Alemán, important punt de trobada dels colons alemanys en aquesta ciutat austral.
Bohr des de d'hora es va veure atret per l'art, i en el subterrani del restaurant de la seva família comença a muntar espectacles. Amb un amic, va adquirir una càmera amb la qual es dedicava a filmar tot.

## Carrera
Cambra en mà, les seves primeres obres van ser curts imitant a Charles Chaplin, filmant el seu primer llargmetratge El desarrollo de un pueblo, el 1920.
El 1923 va viatjar a Buenos Aires, on va desenvolupar una prolífica carrera com a compositor de tangos, entre els quals es destaquen: "Farolito", "Pero hay una melena", "Y tenía un lunar", "Cascabelito", i uns 200 temfs mé. Diverses d'elles interpretades per Carlos Gardel.
El 1925, a Broadway, (EUA), va participar en l'obra Gaucho. Va participar com a protagonista en la primera pel·lícula parlada en espanyol realitzada a Nova York, titulada Sombras de gloria (1928). Després vindrien 8 pel·lícules més, després de les quals va abandonar els Estats Units.
Es va traslladar a Mèxic on va participar en 15 pel·lícules més, al costat dels més destacats actors del mitjà. Aquí va travar amistat amb Mario Moreno Cantinflas, Jorge Negrete i Luis Buñuel.
De retorn a Xile, va filmar una vintena de pel·lícules, entre les quals es destaquen Si mis campos hablaran, Uno que ha sido marino, El Gran Circo Chamorro i Mis espuelas de plata. A totes no sols va dirigir, sinó que també va compondre la música, va dirigir la fotografia i l'edició. El 1940 va ser nomenat president de Chilefilms.
El 1976 se li va concedir el reconeixement de "Fill Il·lustre de Punta Arenas" i el règim militar d'Augusto Pinochet li va concedir la orde al mèrit de Bernardo O'Higgins.
En la dècada dels anys 1980 es va radicar amb els seus fills a Noruega, on va morir el 29 de maig de 1994.
El seu fill Daniel és un destacat director teatral de prolongada trajectòria a Europa. L'altre fill de José Bohr, Eduardo és un destacat músic d'una important trajectòria a Noruega y Dinamarca

## Filmografia
| Pel·lícules | Pel·lícules                                        | Pel·lícules      | Pel·lícules                                                           |
| Any         | Títol                                              | País             | Funció                                                                |
| ----------- | -------------------------------------------------- | ---------------- | --------------------------------------------------------------------- |
| 1919        | Noticiero actualidades magallánicas                | Xile             | Director                                                              |
| 1919        | Morvello, como un tubo                             | Xile             | Director                                                              |
| 1920        | Mi noche alegre (los parafinas)                    | Xile             | Director i actor                                                      |
| 1920        | El desarrollo de un pueblo (Magallanes ayer y hoy) | Xile             | Director                                                              |
| 1921        | Esposas certificadas                               | Xile             | Director                                                              |
| 1928        | The big drive                                      | Estats Units     | Director                                                              |
| 1929        | Sombras de gloria                                  | Estats Units     | Actor                                                                 |
| 1929        | Estudio en blanco y negro                          | Estats Units     | Actor                                                                 |
| 1929        | Una noche en Hollywood                             | Estats Units     | Actor                                                                 |
| 1929        | Heart Strings                                      | Estats Units     | Actor                                                                 |
| 1930        | Así es la vida (What a Man)                        | Estats Units     | Actor                                                                 |
| 1930        | Rogue of the Rio Grande                            | Estats Units     | Actor                                                                 |
| 1930        | Ex-Flame                                           | Estats Units     | Actor                                                                 |
| 1931        | Hollywood, ciudad de ensueños                      | Estats Units     | Actor                                                                 |
| 1933        | La sangre manda                                    | Mèxic            | director, actor, productor, guionista (argument), editor i compositor |
| 1934        | ¿Quién mató a Eva?                                 | Mèxic            | director, actor, productor, guionista (adaptació) i compositor        |
| 1934        | Tu hijo (Amor de madre)                            | Mèxic            | director, productor, guionista (adaptació), editor y compositor       |
| 1935        | Sueño de amor                                      | Mèxic            | director, productor, guionista (adaptación) y editor                  |
| 1935        | Luponini de Chicago                                | Mèxic            | director, actor, productor, guionista y compositor                    |
| 1936        | Así es la mujer                                    | Mèxic            | director, actor, productor, guionista, editor y compositor            |
| 1936        | Marihuana                                          | Mèxic            | director, actor, productor, guionista (adaptación) y compositor       |
| 1938        | Por mis pistolas                                   | Mèxic            | director, productor, guionista, editor y compositor                   |
| 1938        | El látigo                                          | Mèxic            | director, actor, productor, guionista, editor y compositor            |
| 1938        | Canto a mi tierra (México canta)                   | Mèxic            | director, editor y compositor                                         |
| 1938        | El rosario de Amozoc                               | Mèxic            | director                                                              |
| 1938        | Una luz en el camino                               | Mèxic            | director y guionista (adaptación)                                     |
| 1939        | La traicionera (Herencia macabra)                  | Mèxic            | director, guionista (argumento), editor y compositor                  |
| 1939        | Borrasca humana                                    | Mèxic            | director, actor, editor i compositor                                  |
| 1942        | P'al otro lao (27 millones)                        | Xile i Argentina | director                                                              |
| 1943        | El relegado de Pichintún                           | Xile             | director                                                              |
| 1944        | Flor del Carmen                                    | Xile             | director                                                              |
| 1944        | Bajo un cielo de gloria                            | Xile             | director                                                              |
| 1945        | Casamiento por poder                               | Xile             | director                                                              |
| 1947        | La dama de las camelias                            | Xile             | director                                                              |
| 1947        | El amor que pasa                                   | Xile             | director                                                              |
| 1947        | Si mis campos hablaran                             | Xile             | director                                                              |
| 1947        | 27 millones                                        | Xile             | director                                                              |
| 1948        | Tonto pillo                                        | Xile             | director i productor                                                  |
| 1948        | Mis espuelas de plata                              | Xile             | director i productor                                                  |
| 1948        | La mano del muertito                               | Xile             | director i productor                                                  |
| 1949        | La cadena infinita                                 | Xile             | director i productor                                                  |
| 1951        | Uno que ha sido marino                             | Xile             | director y productor                                                  |
| 1951        | Mujeres sin mañana                                 | Mèxic            | compositor                                                            |
| 1955        | El Gran Circo Chamorro                             | Xile             | director i productor                                                  |
| 1962        | Un chileno en España                               | Xile i Espanya   | director i productor                                                  |
| 1969        | Sonrisas de Xile                                   | Xile             | director i productor                                                  |

## Referència
1. ↑  Todotango.com Arxivat 2011-09-12 a Wayback Machine. Semblanza de José Bohr
2. ↑  Todotango.com La obra musical de José Bohr en Argentina
3. 1 2  «Ecos y noticias» (en castellà).   La Vanguardia, 19-11-1929. [Consulta: 20 gener 2024].
4. ↑  MemoriaChilena.cl Biografía de José Bohr
5. ↑  danielbohr.com Arxivat 2016-03-04 a Wayback Machine. Biografía de Daniel Bohr
6. ↑  eduardobohr.com Arxivat 2017-09-14 a Wayback Machine. Pàgina d'Eduardo Bohr (en danés)
7. ↑  cinemexicano.mty.itesm.mx Arxivat 2011-09-04 a Wayback Machine. Filmografia de José Bohr